# Mushishi
Mushishi (蟲師) is een Japanse fantasievolle, dramatische en mysterieuze manga-serie door Yuki Yoshiyama (pennaam Yuki Urushibara). Sinds 1999 zijn er in Japan 40 hoofdstukken uitgebracht voor het tijdschrift Afternoon en daarvan zijn ook nog acht delen in bundels uitgebracht.
In Japan was de animeserie Mushishi, die geregisseerd wordt door Hiroshi Nagahama, op de televisie te zien van 22 oktober 2005 tot 18 juni 2006. Het omvat 26 afleveringen van elk 25 minuten lang. Elke aflevering is alleen en opzichzelfstaand.
Ook is er in 2006 een live-action film geproduceerd van Mushishi.

## Verhaal
Ze zijn geen plant of dier. Ze zijn anders dan andere levensvormen zoals micro-organismen en schimmels. In plaats daarvan staan zij voor de primitieve belichaming van het leven en worden ze Mushi genoemd. Hun bestaan en verschijning is onbekend voor velen en alleen een beperkt aantal mensen is op de hoogte van hun bestaan. Ginko (ingesproken door Yuto Nakano) is een Mushi-shi die overal naartoe reist om Mushi te onderzoeken en om meer te weten te komen over deze geheimzinnige wezens. In het proces helpt hij de mensen die problemen hebben met het zichtelijk bovennatuurlijke, wat mogelijk te maken heeft met de Mushi die daar ronddwalen.

## Anime-afleveringen
1. The Green Gathering
2. The Light of the Eyelids
3. Tender Horns
4. Pillow Lane
5. Swamp that Travels
6. Group that Breathes in Dew
7. The Rain Falls, a Rainbow Forms
8. From the Sea Border
9. The Heavy Seed
10. White in the Ink Slab
11. Sleeping Forest
12. The One Eyed Fish
13. One Night Bridge
14. Inside the Cage
15. Feign Spring
16. Serpent of Dawn
17. Picking the Empty Cocoon
18. The Robe that Embraces a Mountain
19. Top of the String
20. A Sea of Brushes
21. The Cotton Spore
22. The Offshore Shrine
23. The Sound of Rust
24. Journey in the Field of Fire
25. Eye of Fortune, Eye of Calamity
26. The Sound of Stepping Grass